# 體素

體素（或立體像素），是體積像素（Volume Pixel）的簡稱。概念上類似二維空間的最小單位——像素，像素用在二維電腦圖像的影像資料上。體積像素一如其名，是數位資料於三維空間分割上的最小單位，應用于三維成像、科學資料與醫學影像等領域。有些真正的三維顯示器運用體素來描述它們的解析度，舉例來說：可以顯示512×512×512體素的顯示器。
如同像素，體素本身並不含有空間中位置的資料(即它們的座標)，然而卻可以從它們相對於其他體素的位置來推敲，意即它們在構成單一張體積影像的資料結構中的位置。

## 體素資料
体素用恒定的标量或者向量表示一个立体的区域，体素的边界在于相邻晶格的中间位置。这样，“体素”这个术语仅仅用来表示最邻近的插值，而不用来表示如三次线性、立方等等高次插值，这些情况可以用单元体积分支来表示。
体素的数值可以表示不同的特性。在CT扫描中，这些值是亨氏單位，表示身体对于 X 光的不透光性。在MRI或者超声诊断学中会得到不同类型的数值。
体素可以包含本质上是向量的多个标量数值。在 B 模式超声扫描以及多普勒数据中，在同一个体素位置的密度与流速经过独立通道获取。
如曲面法线与颜色这样的一些其它数值可能对直接三维渲染非常有用。

## 用途

### 視覺化
包含体素的立体可以通过立体渲染或者提取给定阈值轮廓的多边形等值面表现出来。marching cubes 算法经常用于等值面提取，当然也有其它一些方法。

### 電腦遊戲
- 许多 NovaLogic 计算机游戏已经使用开始使用基于体素的渲染技术，其中包括三角洲部队 (游戏)系列游戏。
- Westwood Studios Command & Conquer: Tiberian series 游戏使用体素渲染车辆。
- 现在已经破产的比利时视频游戏开发商 Appeal 开发的 Outcast 的户外风景就是体素引擎渲染生成的。
- Sega Saturn 的视频游戏 A+M+O+K 在场景中也使用了体素。

### 计算机软件
- MagicaVoxel是比较广泛且易上手的体素建模工具.

## 枝微末節
In the minimalist webcomic Pixel, in which pixels inside a computer are the main characters, one 'race' of supporting characters are the voxels, who have the "supernatural" power of moving in three dimensions.

## 外部連結
- Volex, 基于 LED 的立体显示器
- Voxel3D, 基于体素的建模软件
- Voxlap, Ken Silverman 所写的开放源代码的体素引擎 （页面存档备份，存于）
- HVox, 另外一个基于体素的地形引擎
- Iehovah, 一个用于实时显示的、基于立体的曲面生成库[永久]
- Geek, 使用花边噪声生成自然形状几何图形的体素地形引擎
- Cavernosa, 基于二进制等级体素网格的地形与洞穴刻画工具
- 一个解释如何象 Commanche/Outcast 那样用 C++ 语言绘制体素地形的教程 （页面存档备份，存于）